# Hartsoetra
De Hartsoetra (Sanskriet: Prajñāpāramitā Hṛdaya Sūtra/प्रज्ञापारमिताहृदयसूत्र) is een bekend geschrift over de leegte (sunyata) in het Mahayana-boeddhisme. Het is de kortste Chinees-boeddhistische soetra en zeer populair onder Chinese boeddhisten en stamt uit ongeveer 600 na Christus. Gebedenboekjes van Guanyin bevatten vrijwel altijd de Hartsoetra.
De Hartsoetra maakt een op zichzelf staand deel uit van de Prajnaparamitasoetra, net als bijvoorbeeld de Diamantsoetra.
De soetra eindigt met de mantra:
- Sanskriet (romanisering): gate gate pāragate pārasaṃgate bodhi svāhā
- IPA: [ɡəteː ɡəteː paːɾəɡəteː paːɾəsəŋɡəte boːdʱɪ sʋaːɦaː]?
- Devanāgarī: गते गते पारगते पारसंगते बोधि स्वाहा
- Tibetaans: ག༌ཏེ༌ག༌ཏེ༌པཱ༌ར༌ག༌ཏེ༌པཱ༌ར༌སཾ༌ག༌ཏེ༌བོ༌དྷི༌སྭཱ༌ཧཱ།

## Geschiedenis
Het geschrift is door de Chinees boeddhistische monnik Xuanzang vertaald vanuit het Sanskriet naar het Chinees.

## Hartsoetraintraditioneel Chinees
觀自在菩薩 行深般若波羅蜜多時 照見五蘊皆空 度一切苦厄

舍利子

色不異空

空不異色

色即是空

空即是色

受想行識亦復如是

舍利子‧

是諸法空相 不生不滅

不垢不淨

不增不減

是故空中無色

無受想行識

無眼耳鼻舌身意

無色聲香味觸法

無眼界乃至無意識界

無無明 亦無無明盡

乃至無老死 亦無老死盡

無苦集滅道 無智亦無得

以無所得故

菩提薩埵 依般若波羅蜜多故

心無罣礙 無罣礙故

無有恐怖 遠離顛倒夢想

究竟涅盤 三世諸佛 依般若波羅蜜多故

得阿耨多羅三藐三菩提

故知般若波羅蜜多 是大神咒

是大明咒 是無上咒 是無等等咒 能除一切苦

真實不虛

故說般若波羅蜜多咒‧即說咒曰‧

揭諦‧揭諦‧波羅揭諦‧波羅僧揭諦‧菩提薩婆訶

## Vertaling
Avalokiteshvara Bodhisattva zag tijdens het praktiseren van de Prajna Paramita de vijf skandhas leeg transcenderen van al het lijden en moeilijkheden.

Sariputra!

De vorm is leeg en daarom zijn er geen moeilijkheden om te onderscheiden.

Het voelen is leeg en daarom is er geen gevoel.

Het denken is leeg en daarom is er geen weten.

De wil is leeg en daarom is er geen doen.

Het bewustzijn is leeg en daarom is er geen ontwaking.

Waarom zijn er deze dingen?

Sariputra!

Zonder vorm is er geen leegheid.

Zonder leegheid is er geen vorm.

Vorm is dan leegheid. Leegheid is dan vorm.

Het gevoel, het denken, de wil en het bewustzijn zijn ook zo.

Sariptura, al deze dharma's zijn fenomenen,

Niet creërend, niet vernietigend,

Niet verontreinigend, niet puur wordend,

Niet groeiend, niet verminderend.

Deze lege Dharma's zijn zonder verleden, zonder toekomst, zonder aanwezigheid.

Daarom is er leegheid,

Geen vorm, geen gevoel, denken, wil, bewustzijn,

Geen ogen, oren, tong, lichaam, geweten,

Geen horen, ruiken, proeven, voelen,

Geen wereld om te observeren, geen wereld om waar te nemen,

Geen onwetendheid en ook geen einde aan onwetendheid.

Tot geen ouderdom en dood en tot geen einde ouderdom en dood,

Geen lijden, smachten, vernietiging, pad/weg.

Geen wijsheid en ook geen verwezenlijking.

Daarom kan niets verrijzen dat haalbaar is.

De Bodhisattva vertrouwt op de Prajna Paramita.

Daarom is het geweten zonder obstructies.

Geen obstructies en daarom ook geen angst, twijfel.

Tot ver buiten misleid denken, lijden en moeilijkheden.

Ultieme Nirwana!

Alle oude, huidige en toekomstige boeddha's vertrouwen op de Prajna Paramita.

Daarom kunnen ze de hoogste verlichting bereiken.

Daarom moet men weten dat de Prajna Paramita een grote verlichte dharani is,

de hoogste dharani is, de ongeëvenaarde dharani is en verdrijver van al het lijden.

Dit is waar en echt en niet vals.

Zegt daarom de Prajna Paramita Dharanimantra:

"gate, gate, paragate, parasamgate, bodhi svaha